# Max Ludwig
Max Ludwig (ur. 22 kwietnia 1896 w Halle, zm. 26 września 1967 w Berlinie Zachodnim) – niemiecki bobsleista, brązowy medalista igrzysk olimpijskich.

## Kariera
Największy sukces osiągnął w 1932 roku, kiedy I reprezentacja Rzeszy Niemieckiej w składzie: Hanns Kilian, Max Ludwig, Hans Mehlhorn i Sebastian Huber zdobyła brązowy medal w czwórkach na igrzyskach olimpijskich w Lake Placid. Był to jego jedyny medal wywalczony na międzynarodowej imprezie tej rangi. Na tych samych igrzyskach wystartował także w dwójkach w parze z Wernerem Huthem, kończąc rywalizację na siódmej pozycji. W tej samej konkurencji Huth i Ludwig zdobyli mistrzostwo kraju w 1931 roku. Z zawodu był malarzem.